# وادي المصرارة

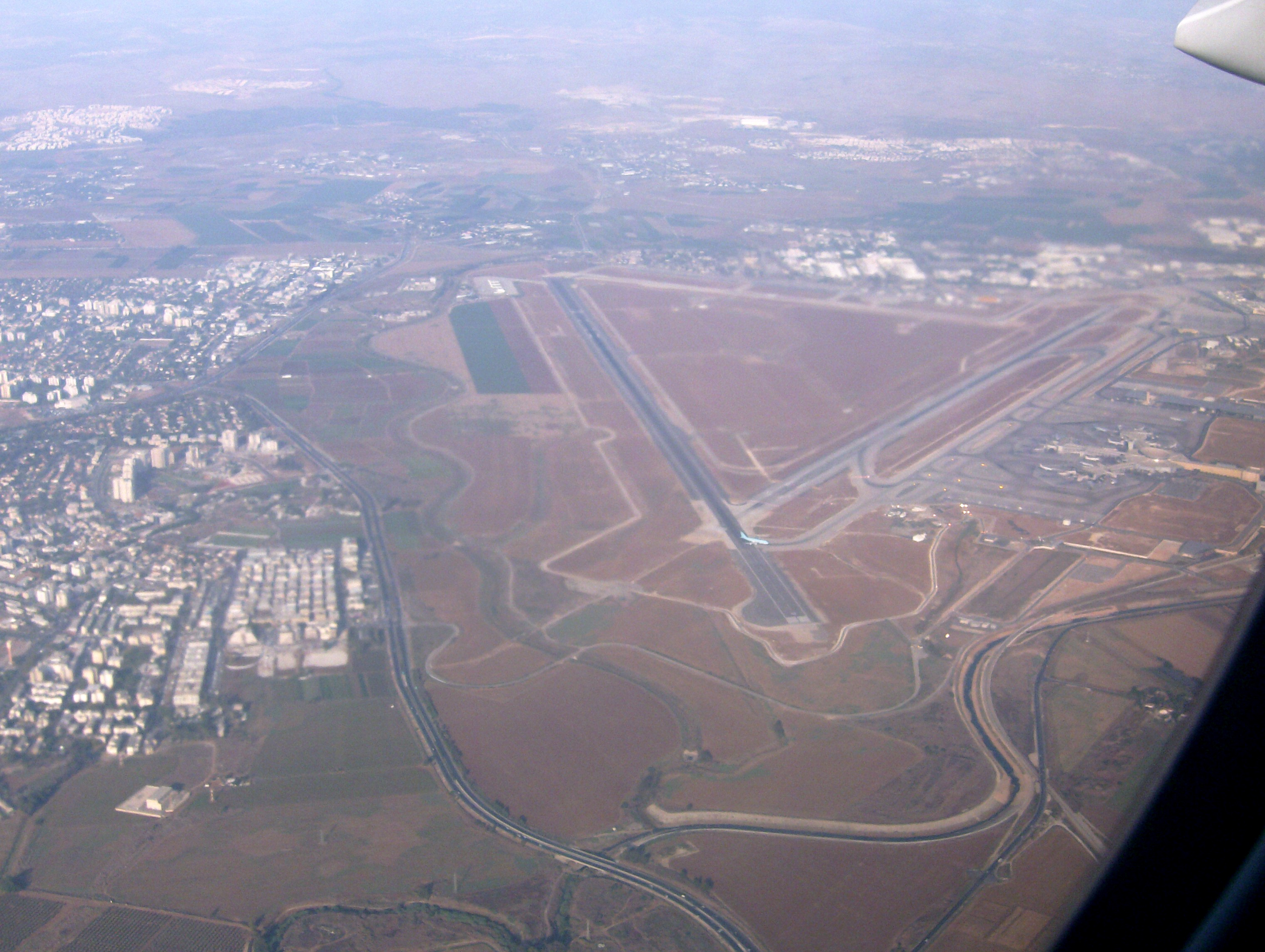
وادي المصرارة يمر جنوب غرب مطار بن غوريون (أسفل يمين الصورة)

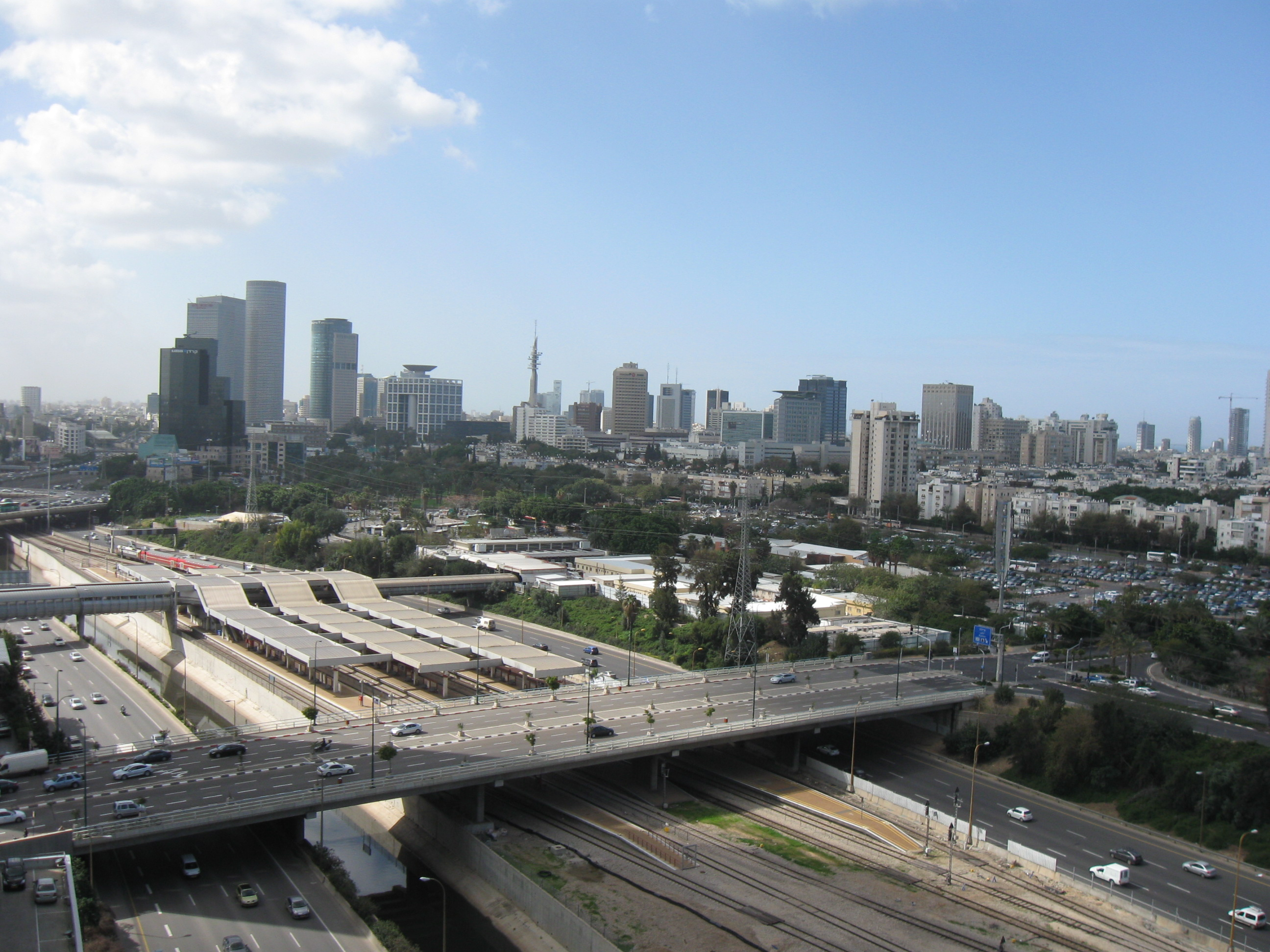
منطقة العمل المركزية في تل أبيب والطريق السريع 20 يمر بهم نهر المصرارة

وادي المصرارة هو نهر وأحد الروافد المهمة لنهر العوجا، هو أكبر الوديان التي تصب فيه. تبلغ مساحة حوضه 805 كم مربع، ويبلغ طوله نحو 53 كيلومترا؛ وروافده العليا تمتد في جبال القدس وهو يصب في العوجا على بعد 3 كم قبل مصبه في البحر، وتحديداً في مدينة تل أبيب.
بعد الاحتلال، وفي سياق تهويد المنطقة، اطلقت عليه إسرائيل اسم «نهر أيلون» (بالعبرية: נחל איילון).